# Drużynowe Mistrzostwa Polski na Żużlu 2004
Drużynowe Mistrzostwa Polski na Żużlu 2004 – 57. edycja drużynowych mistrzostw Polski, organizowanych przez Polski Związek Motorowy (PZM). W sezonie 2004 rozgrywki podzielono na trzy ligi.

## Ekstraliga żużlowa
| Miejsce | Klub                          |
| ------- | ----------------------------- |
| 1       | Unia Tarnów                   |
| 2       | Atlas Wrocław                 |
| 3       | Złomrex Włókniarz Częstochowa |
| 4       | Apator-Adriana Toruń          |
| 5       | Unia Leszno                   |
| 6       | Budlex-Polonia Bydgoszcz      |
| 7       | ZKŻ Quick-Mix Zielona Góra    |
| 8       | RKM Rybnik Spadek do I ligi   |

## DMP I ligi
| Miejsce | Klub                             |
| ------- | -------------------------------- |
| 1       | Lotos Gdańsk Awans do Ekstraligi |
| 2       | TŻ Sipma Lublin                  |
| 3       | Marma Polskie Folie Rzeszów      |
| 4       | Stal-Telenet Strabag Gorzów Wlkp |
| 5       | Kunter GTŻ Primus Grudziądz      |
| 6       | KM Intar Ostrów Wlkp.            |
| 7       | Start Gniezno Spadek do II ligi  |

## DMP II ligi
| Miejsce | Klub                           |
| ------- | ------------------------------ |
| 1       | Kolejarz Opole Awans do I ligi |
| 2       | KSŻ Krosno Awans do I ligi     |
| 3       | Kolejarz Rawicz                |
| 4       | SKA-Speedway Lwów              |
| 5       | Polonia Piła                   |
| 6       | TŻ Łódź                        |